# 내방신

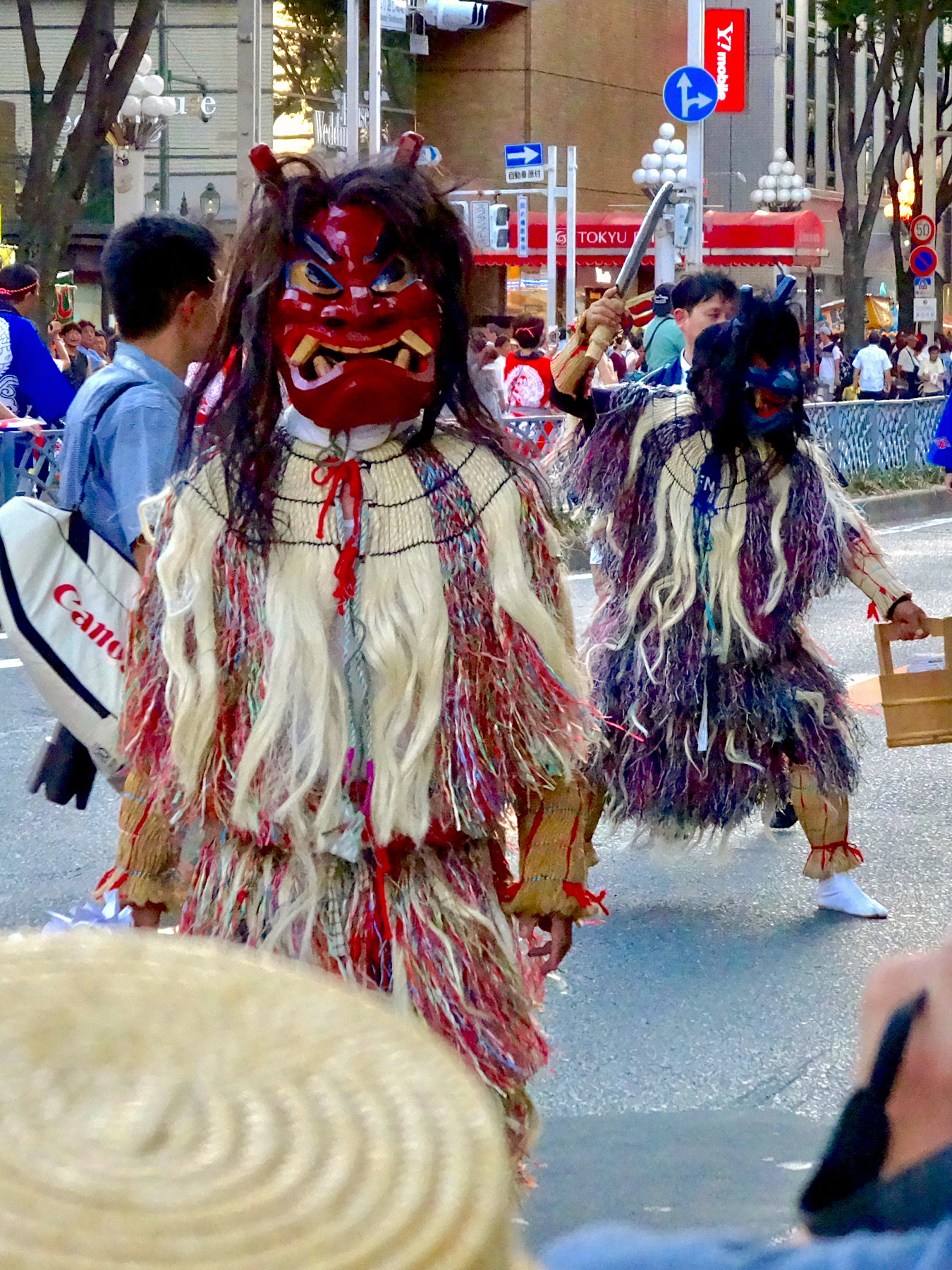
아키타현의 내방신 나마하게.

내방신(일본어: 来訪神 라이호우신[*])은 일본 민속에서, 1년에 한 번 정해진 세시에 인간세계를 내방한다고 여겨지는 신들이다. 2018년(헤이세이 30년)에는 일본 각지의 내방신 행사들 가운데 10건이 “내방신: 가면・가장의 신들”이라는 이름으로 유네스코 무형문화유산에 등재되었다.
많은 경우, 가면을 쓴 기괴한 이형(異形)의 모습으로 나타나 풍요와 행복을 가져다준다고 한다. 내방신을 모시는 행사에서는 그 지역 주민 등이 신으로 분장한다.
유네스코 무형유산으로 등록된 내방신 행사는 다음 10건이다.
- 이와테현 오후나토시 요시하마(吉浜)의 스네카(スネカ)
- 미야기현 도메시 요네카와의 미즈카부리(水かぶり)
- 아키타현 오가시 오가의 나마하게(ナマハゲ)
- 야마가타현 아쿠미군 유자의 아마하게(アマハゲ)
- 이시카와현 오지마시・호스군 노토의 아마메하기(アマメハギ)
- 사가현 사가시 미시마(見島)의 카세도리(カセドリ)
- 가고시마현 사쓰마센다이시 코시키시마의 토시돈(トシドン)
- 가고시마현 가고시마군 미시마촌 사쓰마이오섬의 토시돈
- 가고시마현 가고시마군 도시마촌 아쿠세키섬의 보제(ボゼ)
- 오키나와현 미야코지마의 판투(パーントゥ)

그 밖에도 각지 향촌에 다양한 내방신이 있다.